# Oddernes kyrka
Oddernes kyrka är en långhuskyrka i sten från 1100-talet i Kristiansand i södra Norge. Kyrkan tillhör Oddernes församling i Kristiansands domkyrkokontrakt av Norska kyrkan. Huvudskeppet förlängdes västerut på 1630-talet och vapenhus med åttakantigt torn byggdes 1699. På 1800-talet tillkom sakristia och stora fönster på södra väggen.
Kyrkans interiör är i mångt och mycket utformad under 1600- och 1700-talen. Altartavlan med snidat krucifix är från 1704.

## Oddernesstenen
I vapenhuset står Oddernesstenen, en runsten med två inskriptioner. Den ena talar om en kyrka uppförd av Eyvind, gudson till Olof den helige, och kan syfta på en tidigare kyrka på platsen.